# Jo Woo-jin
Dans ce nom coréen, le nom de famille, Jo, précède le nom personnel.
Pour les articles homonymes, voir Jo.
Jo Shin-je (hangeul : 조신제 ; RR : Jo Sin-je ; MR : Cho Sinche), dit Jo Woo-jin (hangeul : 조우진 ; hanja : 趙祐鎮 ; RR : Jo Woo-jean ; MR : Cho Uchin), est un acteur sud-coréen, né le 16 janvier 1979 à Daegu (Yeongnam).

## Biographie

### Jeunesse
Jo Shin-je naît le 16 janvier 1979 à Daegu, dans le district de Yeongam de la province du Jeolla du Sud. À cinq ans, il pleure devant E.T., l'extra-terrestre de Steven Spielberg, notamment la scène où l'extraterrestre s'envole en vélo.
Il fréquente la faculté d'éducation de l'université nationale Kyungpook. Il y est membre de la radiodiffusion pour les classes, ce qui lui fait réaliser son envie d'être acteur.
Dès juillet 1997, sous la crise économique asiatique, d'où les étudiants ne pouvaient obtenir ni un prêt étudiant ni un frais de scolarité pour entrer à l’université, il décide faire du théâtre : « C'était le plus grand événement et la plus grande transition de ma vie », se souvient-il. Il s'essaie au département Théâtre, en 1999, mais a échoué en raison du niveau insuffisant. Avec seulement 500 000 wons en poche (équivalent à 333 euros), il quitte sa ville natale pour s'installer à Séoul et participe à l'atelier du théâtre pendant six mois, avant de fréquenter l'institut des arts en 2000.

### Carrière

#### Débuts difficiles
Jo Shin-je commence sa carrière au théâtre, en 1999, dans la pièce Last Hug. Par moments, en raison des temps difficiles, il travaille en temps partiel comme dépanneur, conducteur de travaux, assistant de bureau ou agent de sécurité dans un appartement de luxe.
En 2006, il participe au court métrage The Blue Monday de Hwang Jeong-woo, puis, en 2009, au moyen Peels de Sim Bong-geon, avant de modifier son nom en Jo Woo-jin.
En 2010, il passe pour la première fois à la télévision, dans un épisode de la série médicale OB & GY (en).
En 2011, il apparaît dans le rôle du gangster tributaire de Yoo Hae-jin dans son premier long métrage Mama de Choi Ik-hwan et du messager dans le film historique War of the Arrows de Kim Han-min, ainsi que le soldat dans la série historique Gu Family Book, le docteur dans la série médicale Medical Top Team (2013), puis la série romantique Mon amour venu des étoiles (2013).

#### Révélation
En octobre 2015, Jo Woo-jin « laisse une forte impression grâce à son jeu naturel et au personnage, Jo Sang-moo », dans le film Inside Men de Woo Min-ho, avec les acteurs connus : Lee Byung-hun, Cho Seung-woo, Baek Yun-shik et Lee Geung-young. Lors de la sortie de ce film, en novembre, il y apparaît quatre séquences en dix minutes environ, avec dix kilos en plus, et attire l'attention d'un million spectateurs, à se demander « Qui est cet acteur ? »,. Lee Byung-hun, impressionné par sa performance, lui a personnellement félicité. Mi-décembre, il se joint, aux côtés de Kim Soo-hyun et Lee Sung-min, au film d'action Real (2017) de Lee Jeong-seop, à l'origine, — ce dernier étant remplacé par Lee Sa-rang, l'année suivante.
Début avril 2016, il apparaît dans le rôle d'Ahn Tae-wook, directeur de collecte des impôts, pour la série policière Squad 38, avec Ma Dong-seok, Seo In-guk et Choi Soo-young. Après avoir terminié le tournage du film The King de Han Jae-rim, il rejoint Gong Yoo, Lee Dong-wook, Kim Go-eun, Yoo In-na et Yook Sung-jae, début octobre 2016, pour interpréter le rôle du secrétaire de Yoo Deok-hwa (interprété par Yook Sung-jae) dans la série mélodramatique Goblin et, à peine diffusée début décembre, il attire à nouveau l'attention des téléspectateurs, en montrant son charme sournois, imitant la chorégraphie des groupes BTS et EXO.

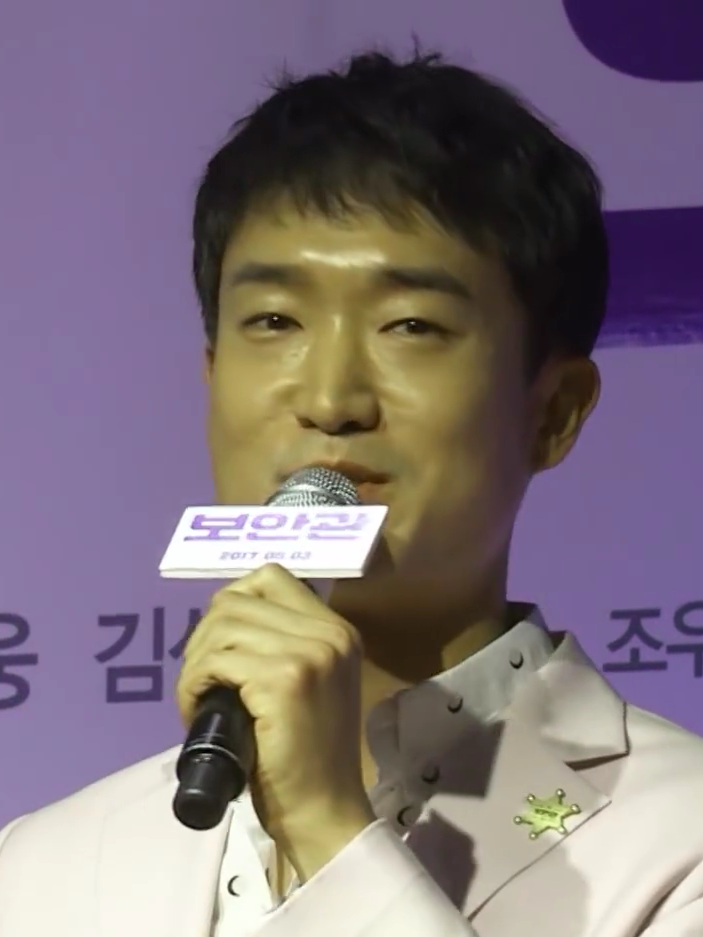
Jo Woo-jin en mai 2017.

Début février 2017, il confirme sa participation à la série fantastique Chicago Typewriter, dans laquelle il est écrivain nègre dans les années 1930. Fin mars, après avoir joué dans deux films The Bros de Jang Yu-jeong et The Fortress de Hwang Dong-hyeok, il entame d'autres tournages, celui du film d'action Steel Rain de Yang Woo-seok, puis, début mai, le thriller policier The Drug King (2018) de Woo Min-ho. En juin, il s'est vu proposé un rôle, avec Hyun Bin, pour le film à la fois historique et horrifique Rampant (2018) de Kim Seong-hoon. Fin juillet, avec Kim Byung-chul, il retrouve l'équipe de Gobblin (2016) pour une nouvelle série mélodramatique Mr. Sunshine : les quatre premiers épisodes diffusés en juillet 2018, il y brille déjà par sa performance.
Fin mars 2019, il est au tournage du film politique Kingmaker (2021) de Byun Sung-hyun, pour lequel il récoltera deux prix du meilleur acteur dans un second rôle aux cérémonies des Baeksang Arts Awards et des Korean Association of Film Critics Awards en 2022. En avril, il s'est vu engagé dans un rôle secondaire pour le film de science-fiction Seo Bok (2021) de Lee Yong-ju. Début novembre, en même temps que Kim Eui-sung, il est engagé dans le rôle de Cheong-woon pour les deux volets du film de science-fiction Alienoid de Choi Dong-hoon (2022 et 2024). Fin novembre, il récompensé du meilleur acteur dans un second rôle pour le film Default de Choi Kook-hee à la cérémonie des Blue Dragon Film Awards.
Mi-janvier 2020, il est choisi, avec Ji Chang-wook, dans le rôle principal pour le film d'action Hard Hit (2021) de Kim Chang-ju. Les journalistes du Sports Trend, Star Today, Seoul Economy et Star News applaudissent pour sa performance,,,. Fin juillet, il retrouve le réalisateur Yang Woo-seok et les acteurs du Steel Rain (2017) pour participer au thriller Steel Rain 2: Summit.
Mi-avril 2021, il est annoncé acteur principal, aux côtés de Han Hyo-joo et Park Hyung-sik, pour la série Happiness (en), thriller urbain dans lequel il incarne le lieutenant-colonel dans une société pharmaceutique, et, fin mai, aux côtés de Ha Jeong-woo, Hwang Jeong-min, Park Hae-soo et Yoo Yeon-seok, pour la série Narco-Saints (en) (2022).
Mi-novembre 2022, il retrouve le réalisateur Woo Min-ho pour incarner Kim Sang-hyeon, le militant indépendantiste du lieutenant-général Ahn Jung-geun, dans son film d'espionnage historique Harbin. Ceci est projeté en avant-première mondiale au Festival international du film de Toronto,, dans la soirée du 8 septembre 2024 au Roy Thomson Hall.

### Vie privée
Le 14 octobre 2018, Jo Woo-jin se marie avec sa conjointe à Séoul, après avoir vécu ensemble pendant onze ans, et a une fille, née en 2017,.

## Filmographie sélective

### Longs métrages

#### Années 2010
- 2011 : Mama (ko) (최종병기 활) de Choi Ik-hwan : le gangster tributaire de Yoo Hae-jin (premier film)[5]
- 2011 : War of the Arrows (최종병기 활) de Kim Han-min : Qing, le messager
- 2015 : Inside Men (내부자들) de Woo Min-ho : Jo Sang-moo
- 2017 : The King (더 킹) de Han Jae-rim : l'inspecteur de Park Tae-soo
- 2017 : The Sheriff in Town (보안관) de Kim Hyung-ju : Seon-cheol
- 2017 : Real (리얼) de Lee Sa-rang : Sa Do-jin
- 2017 : V.I.P. (브이아이피) de Park Hoon-jung : le procureur
- 2017 : The Fortress (남한산성) de Hwang Dong-hyeok : Jeong Myeong-soo
- 2017 : The Bros (부라더) de Jang Yu-jeong : Lee Mi-bong
- 2017 : Steel Rain (강철비) de Yang Woo-seok : Choi Myeong-rok
- 2017 : 1987: When the Day Comes (1987) de Jang Joon-hwan : Park Wol-gil
- 2018 : Rampant (창궐) de Kim Seong-hoon : Park Eul-ryong
- 2018 : The Drug King (마약왕) de Woo Min-ho : Jo Seong-kang
- 2018 : Default (국가부도의 날) de Choi Kook-hee : le vice-ministre des Finances
- 2019 : Money (돈) de Park Noo-ri : Han Ji-cheol
- 2019 : The Battle: Roar to Victory (봉오동 전투) de Won Shin-yeon : Ma Byeong-goo

#### Années 2020
- 2020 : Steel Rain 2: Summit (강철비2: 정상회담) de Yang Woo-seok : le capitaine du sous-marin sud-coréen
- 2020 : Collectors (도굴) de Park Jeong-bae : Dr Jones
- 2021 : The Book of Fish (자산어보) de Lee Joon-ik : Byeol-jang (caméo)
- 2021 : Seo Bok (서복) de Lee Yong-ju : Ahn
- 2021 : Hard Hit (발신제한) de Kim Chang-ju : Lee Seong-gyoo
- 2022 : Kingmaker (킹메이커) de Byun Sung-hyun : Lee
- 2022 : Alienoid : Les Protecteurs du futur (외계+인 1부) de Choi Dong-hoon : Cheong-woon
- 2022 : Hunt (헌트) de Lee Jung-jae : l'agent de Tokyo 2 (caméo)
- 2024 : Alienoid : L'Affrontement (외계+인 2부) de Choi Dong-hoon : Cheong-woon
- 2024 : Harbin (하얼빈) de Woo Min-ho : Kim Sang-hyeon
- 2025 : The Match (승부) de Kim Hyeong-joo : Nam Gi-cheol

### Courts métrages
- 2006 : The Blue Monday (블루 먼데이) de Hwang Jeong-woo (premier court métrage)[7]
- 2009 : Peels (껍데기) de Sim Bong-geon (moyen métrage)[8]

### Séries télévisées

#### Années 2010
- 2010 : OB & GY (en) (산부인과) : un docteur (première série)
- 2013 : Gu Family Book (구가의 서) : le soldat de Jo Gwan-woong
- 2013 : Medical Top Team (메디컬탑팀) : Dr Lim
- 2013-2014 : Mon amour venu des étoiles (별에서 온 그대) : l'assistant de Heo-jun
- 2016-2017 : Goblin (쓸쓸하고 찬란하神 – 도깨비) : Kim Do-young
- 2017 : Chicago Typewriter (시카고 타자기) : Gal Ji-seok
- 2018 : Mr. Sunshine (미스터 션샤인) : Im Gwan-soo

#### Années 2020
- 2021 : Happiness (en) (해피니스) : Han Tae-seok
- 2022 : Narco-Saints (en) (수리남) : Byeon Ki-tae
- 2024 : Gangnam B-Side (en) (강남 비-사이드) : Kang Dong-won

## Théâtre
- 1999 : Last Hug[1]
- 2009 : Oh! Brothers[1]

## Distinctions

### Récompenses
- Blue Dragon Film Awards 2019 : meilleur acteur dans un second rôle dans Default[31]
- Baeksang Arts Awards 2022 : meilleur acteur dans un second rôle dans Kingmaker[28]
- Korean Association of Film Critics Awards 2022 : meilleur acteur dans un second rôle dans Kingmaker et Hunt[29]
- Baeksang Arts Awards 2023 : meilleur acteur dans un second rôle à la télévision dans Narco-Saints (en)[46]
- Director's Cut Awards 2023 : meilleur acteur à la télévision dans Narco-Saints[47]

### Nominations
- Blue Dragon Film Awards 2016 : meilleur nouvel acteur dans Inside Men
- Baeksang Arts Awards 2018 : meilleur acteur dans un second rôle dans Steel Rain[48]
- Buil Film Awards 2018 : meilleur acteur dans un second rôle dans 1987: When the Day Comes[49]
- Baeksang Arts Awards 2019 : meilleur acteur dans un second rôle dans The Drug King[50]
- Buil Film Awards 2021 : meilleur acteur dans un second rôle dans The Book of Fish[51]
- Buil Film Awards 2022 : meilleur acteur dans un second rôle dans Kingmaker[52]
- Chunsa Film Art Awards 2022 : meilleur acteur dans un second rôle dans Kingmaker[53]
- Grand Bell Awards 2022 : meilleur acteur dans un second rôle dans Kingmaker[54]